# 巴蒂尼奥勒广场

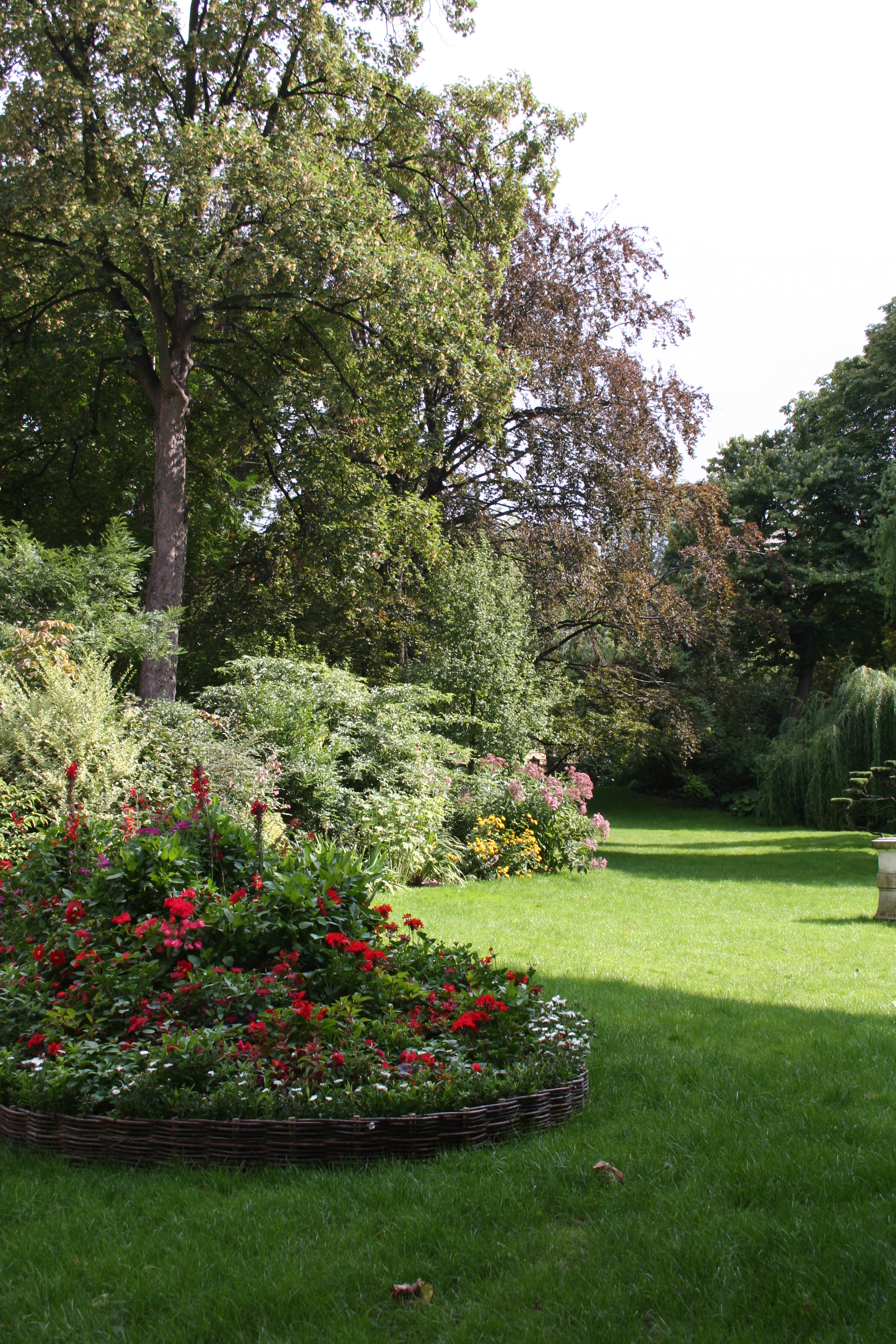

巴蒂尼奥勒广场（Square des Batignolles）是位於法國首都巴黎十七区的一座公園，也是巴黎十七区面積最大的一座綠地。在十九世紀初，這裡還是人煙稀少的市郊。十九世紀中期改建為花園。

## 外部連結
- Square des Batignolles （页面存档备份，存于） on Paris.fr